# Naturschutzgebiet Tiefenbach
Das Naturschutzgebiet Tiefenbach ist ein 14 ha großes Naturschutzgebiet (NSG) an der östlich von Obstfeld in der Gemeinde Nachrodt-Wiblingwerde im Märkischen Kreis in Nordrhein-Westfalen. Das Gebiet wurde 1938 und 1965 von der Bezirksregierung Arnsberg per Verordnung als NSG ausgewiesen. Das NSG liegt direkt östlich der Lenne (Ruhr).

## Gebietsbeschreibung
Bei dem NSG handelt es sich um einen artenreichen und stufigen Laubmischwald der zur Lenne hin abfallenden fels- und klippenreichen Steilhänge. 